# Цистерна
Цистерна је предмет или објекат који се прави од непропусног материјала и служи за складиштење течности. Цистерне се такође могу правити за прикупљање и складиштење кишнице. Данас постоје цистерне од различитиих материјала и капацитета од неколико литара па до више кубних метара.

## Историја
Прве цистерне су пронађене у источном Медитерану, и налазили су се у подовима кућа и потичу из неолитског периода. Цистерне су се највише користиле у сушним пределима. У североисточном Либану су пронађене цистерне из доба 4000 година п. н. е., које су биле коришћене за наводњавање.
У каснијим добима поред коришћења за домаћинства развили су се и цистерне много већег капацитета. У нашем језику је за овакве цистерне одомаћио израз резервоар мада суштински представљају исту ствар.

## Врсте
Према начину на који се цистерне граде и зашта се користе могу се поделити на следеће типове:
- Цистерне сазидане од непропусних материјала као што је глина са циглама, а у новије време и од бетона. Овакве цистерне се најчешће користе за складиштење воде за домаћинства у руралним подручјима где нема развијене водоводне мреже. Запремине оваквих ситерни је пар хиљада литара. Често се за ове цистерне може чути израз резервоар што је суштински исто што и цистерна
- Цистерне направљене из једног комада материјала. Овде се могу направити још ситније поделе:
  - Цистерне направљене од неке врсте лима и огромних запремина. Овакве цистерне могу служити за складиштење нафте или разних других по екологију опасних течности у великим количинама.
  - Цистерне направљене од пластике имају најчешћу примену у домаћинствима. Пластичне цистерне за воду могу се укопавати у земљу или могу бити надземне када стоје на легама. У тоалету се налази цистерна коју често зовемо водокотлић. Запремина оваквих цистерни је пар литара
  - Цистерне на камиону или неком другом возилу, служе за привремено коришћење и превоз течности. Често се за цео камион са цистерном каже само цитерна. Оне су најчешће саграђене од лима са високим степеном заштите. Могу се користити за превоз воде приликом нестанка воде у појединим деловима града као и за чишћење улица и слично. Такође најприсутније су цистерне за гориво. Цистерне се могу монтирати и на вагоне за превоз железницом.